# MIBRAG

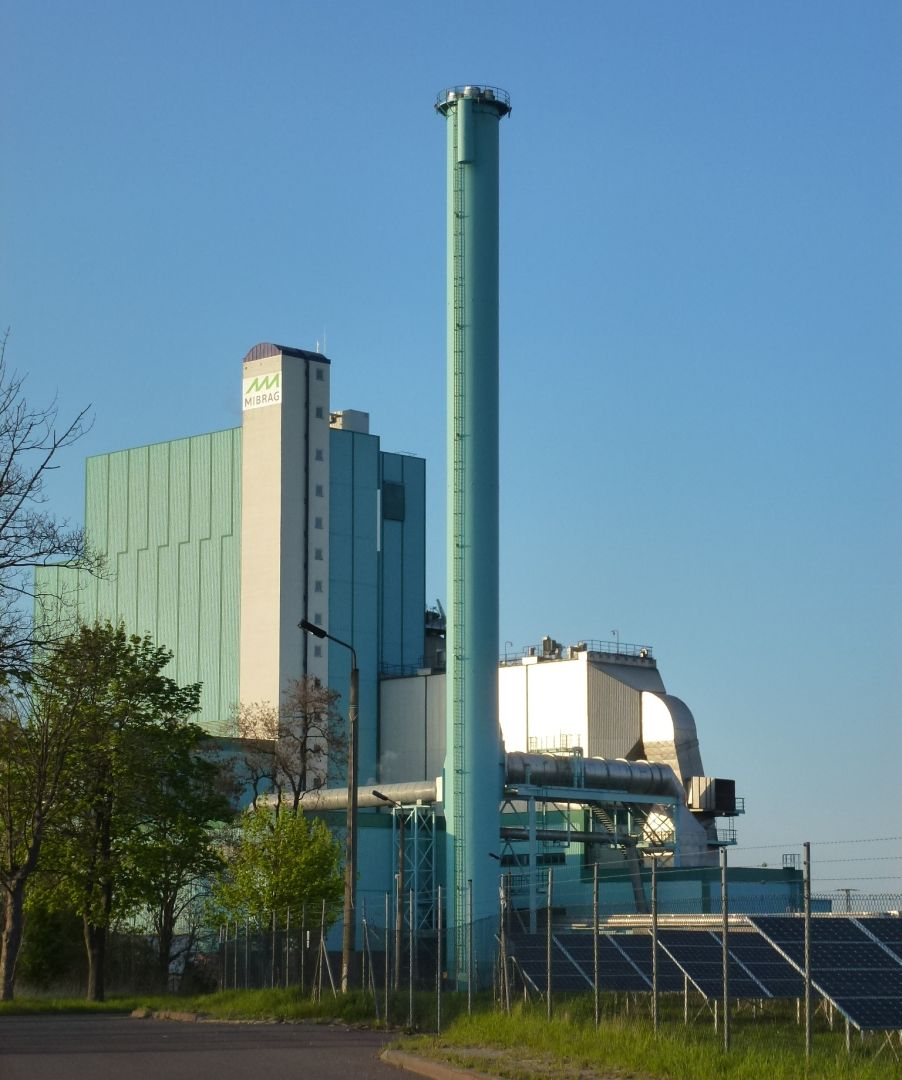
Kraftwerk Wählitz

Die MIBRAG GmbH (bis 2023 Mitteldeutsche Braunkohlengesellschaft) ist ein Unternehmen, das sich mit der Förderung und anteiligen Verarbeitung von Braunkohle befasst. Hierzu betreibt MIBRAG im Mitteldeutschen Braunkohlerevier zwei Tagebaue: in Sachsen, südlich von Leipzig, den Tagebau Vereinigtes Schleenhain und im südlichen Sachsen-Anhalt den Tagebau Profen. Zum Unternehmen gehört das Kraftwerk Wählitz (Industriekraftwerk), das die Stadt Hohenmölsen im Burgenlandkreis mit Fernwärme versorgt. Zudem beliefert MIBRAG die Kraftwerke Lippendorf und Schkopau mit Braunkohle.
Der Hauptsitz der MIBRAG GmbH liegt im Zeitzer Stadtteil Theißen in Sachsen-Anhalt. Vorsitzender der Geschäftsführung ist  Armin Eichholz, der Kaufmännische Geschäftsführer Kai Steinbach und der Geschäftsführer Personal und Arbeitsdirektor Dirk Schröter. Vorsitzender des MIBRAG-Aufsichtsrates ist seit September 2019 Stanislaw Tillich, ehemals Ministerpräsident des Freistaats Sachsen (2008–2017).

## Geschichte
Nach der Wende entstand 1990 zunächst durch Privatisierung des früheren VEB Braunkohlenkombinat Bitterfeld die Vereinigte Mitteldeutsche Braunkohlenwerke AG und befand sich im Besitz der Treuhandanstalt. Im Jahr 1994 wurden große Teile dieser Firma durch das britisch-amerikanische Firmenkonsortium PowerGen, NRG Energy, Morrison-Knudsen (seit 2000 Teil der Washington Group International) aufgekauft und es entstand die MIBRAG mbH.
Die Tochtergesellschaft der Treuhandanstalt LMBV übernahm die Sanierung der stillgelegten ostdeutschen Braunkohletagebaue (siehe Liste deutscher Braunkohletagebaue).
Bis zum Verkauf an die ČEZ und J&T Investment Advisors (J&T) im Jahre 2009 gehörte die Gesellschaft zu gleichen Teilen der Washington Group International und NRG Energy. Bei der Bildung der Energetický a Průmyslový Holding (EPH) brachte J&T ihren Anteil in das Unternehmen ein. Am 28. Juli 2011 gab EPH bekannt, dass sie über ihre Tochtergesellschaft EP Energy a.s. die Beteiligung von ČEZ übernehmen wird.

## Rückgang der Rückstellungen
Laut einer Stellungnahme von Greenpeace Deutschland, habe es nach der Übernahme durch EPH einen „Einbruch der Rückstellungen“ im Jahr 2010 gegeben. Demnach hätten sich die Rückstellungen nur ein Jahr nach dem Verkauf um 55 % vermindert. Die Rückstellungen für die Rekultivierung wurden aufgrund einer Rechtspflicht resultierend aus dem Bilanzrechtsmodernisierungsgesetzes, BilMoG, von 2009 neu bewertet. Die Rückstellungen sollen sicherstellen, dass nach dem Ende des Bergbaus, die ökologischen Folgeschäden und damit verbundene Kosten beglichen werden können. Auch im Jahr 2014 betrugen die Rücklagen trotz leichter Zunahme mit 129.492.000 Euro immer noch wesentlich weniger als ihre ursprünglichen Höhe von 226.753.000 Euro vor dem Verkauf. Durch den starken Kapitalabfluss hat EPH den Kaufpreis schon nach kurzer Zeit amortisiert. Umsatzrenditen von 19 %, wie EPH sie mit der Mibrag zu erzielen vorgibt, sind für den Bergbau „ungewöhnlich hoch“.

## Zahlen
| Jahr | Umsatz in Mio. € | Betriebsergebnis in Mio. € | Jahresüberschuss oder abgeführte Gewinne in Mio. € | Mitarbeiter | Braunkohleförderung in Mio. t | Elektroenergie in GWh | Eigenverbrauch in GWh |
| ---- | ---------------- | -------------------------- | -------------------------------------------------- | ----------- | ----------------------------- | --------------------- | --------------------- |
| 2001 | 306,4            |                            | 30                                                 | 1.927       | 18,7                          |                       |                       |
| 2002 | 298,1            | 47,3                       | 39,7                                               | 1.992       | 19,5                          |                       |                       |
| 2003 | 303,0            | 42,9                       | 33,1                                               | 2.148       | 21,5                          |                       |                       |
| 2004 | 293,6            | 35,3                       | 32,6                                               | 2.083       | 19,7                          |                       |                       |
| 2005 | 291,1            | 43,5                       | 33,7                                               | 2.165       | 18,6                          |                       |                       |
| 2006 | 321,0            |                            | 36,8                                               | 2.196       | 19,9                          | 1.284                 |                       |
| 2007 | 328,3            | 50,8                       | 39,8                                               | 2.152       | 18,6                          | 1.449                 |                       |
| 2008 | 328,3            |                            | 32                                                 | 2.129       | 19,0                          | 1.403                 |                       |
| 2009 | 384,6            | 57,5                       | 56,2                                               | 1.996       | 19,7                          | 1.130                 | 408,3                 |
| 2010 | 387,1            | 68                         | 70,2                                               | 2.000       | 19,6                          | 1.135,5               | 408,2                 |
| 2011 | 395,4            | 73,6                       | 67,3                                               | 2.008       | 19,0                          | 1.320                 |                       |
| 2012 | 436,8            | 94,3                       | 83,2                                               | 1.991       | 18,7                          | 1.355                 |                       |
| 2013 | 421,1            | 90,2                       | 82,1                                               | 1.978       | 19,1                          | 944                   |                       |
| 2014 | 426,5            | 78,3                       | 70,2                                               | 2.018       | 20,9                          | 735                   |                       |
| 2015 |                  |                            |                                                    |             | 18,6                          |                       |                       |
| 2016 |                  |                            |                                                    |             | 17,3                          |                       |                       |
| 2017 |                  |                            |                                                    |             | 18,4                          |                       |                       |
| 2018 | 400,3            |                            | 55,6                                               |             |                               |                       |                       |
| 1.   |                  |                            |                                                    |             |                               |                       |                       |

Die Zahlen wurden den laufenden Geschäftsberichten entnommen und im Bundesanzeiger recherchiert. Bei der Veröffentlichung des Jahresabschlusses 2013 überzog die Mibrag die zulässige Frist deutlich.
Der Eigenverbrauch wird zur Förderung und zum Transport der Braunkohle verwendet. MIBRAG zahlt daher – anders als die meisten Stromabnehmer – keine EEG-Umlage auf den verbrauchten Strom.

## Beteiligungen
Zur MIBRAG gehören folgende Tochterunternehmen und Beteiligungen:
Tochterunternehmen
- GALA-MIBRAG Service GmbH
- MIBRAG Consulting International GmbH
- MIBRAG Neue Energie GmbH
- Helmstedter Revier GmbH[14]
- Bohr & Brunnenbau GmbH

Beteiligungen
- norgam Norddeutsche Gesellschaft zur Ablagerung von Mineralstoffen mbH
- EBL Erdbaulabor Leipzig GmbH
- MUEG Mitteldeutsche Umwelt- und Entsorgung GmbH, Braunsbedra
- Fernwärme GmbH Hohenmölsen-Webau
- IBGW Ingenieurbüro für Grundwasser GmbH, Leipzig
- Wohnwert Hohenmölsen GmbH, Theißen (ehemals Zukunft X GmbH)[15]

## Aktuelle und ehemalige Kraftwerke
- Industriekraftwerk Deuben (2021 stillgelegt)
- Industriekraftwerk Wählitz
- Kraftwerk Mumsdorf (2013 stillgelegt)
- Kraftwerk Buschhaus (2013 von E.ON gekauft, 2020 stillgelegt)